# Borgloon
Borgloon (Frans: Looz, of soms Looz-la-Ville om onderscheid te maken met het graafschap) is een voormalige stad en gemeente in de Belgische provincie Limburg en van het arrondissement Tongeren in België. Sinds 2025 maakt het deel uit van Tongeren-Borgloon. De stad was de hoofdplaats van het kieskanton en het gerechtelijk kanton Borgloon. De stad zoals bekend tot de fusie met Tongeren was in 1977 ontstaan door fusie van twaalf oude gemeenten, en telt ruim 11.000 inwoners op een oppervlakte van 5112 ha.

## Toponymie
Loon is afgeleid van het Germaanse Lauhun dat beboste heuvel betekent. Mogelijk werd het reeds in 938 voor het eerst vermeld, en wel als Lone. Het verschijnt voor het eerst in 1078 in teksten als Lon. Vanaf de 12e eeuw is ook de Romaanse vorm Looz bekend. Borgloon betekent dus burcht op een beboste heuvel.

## Geschiedenis

### Voorgeschiedenis
Het feit dat er door het gebied van Borgloon enkele Romeinse heerbanen liepen, toont Romeinse aanwezigheid aan. Bij de sloop van de burchtresten, tussen 1870 en 1877, werden heel wat indicaties van een Romeinse aanwezigheid teruggevonden. Ook andere opgravingen brachten overblijfselen uit de Romeinse tijd aan het licht.

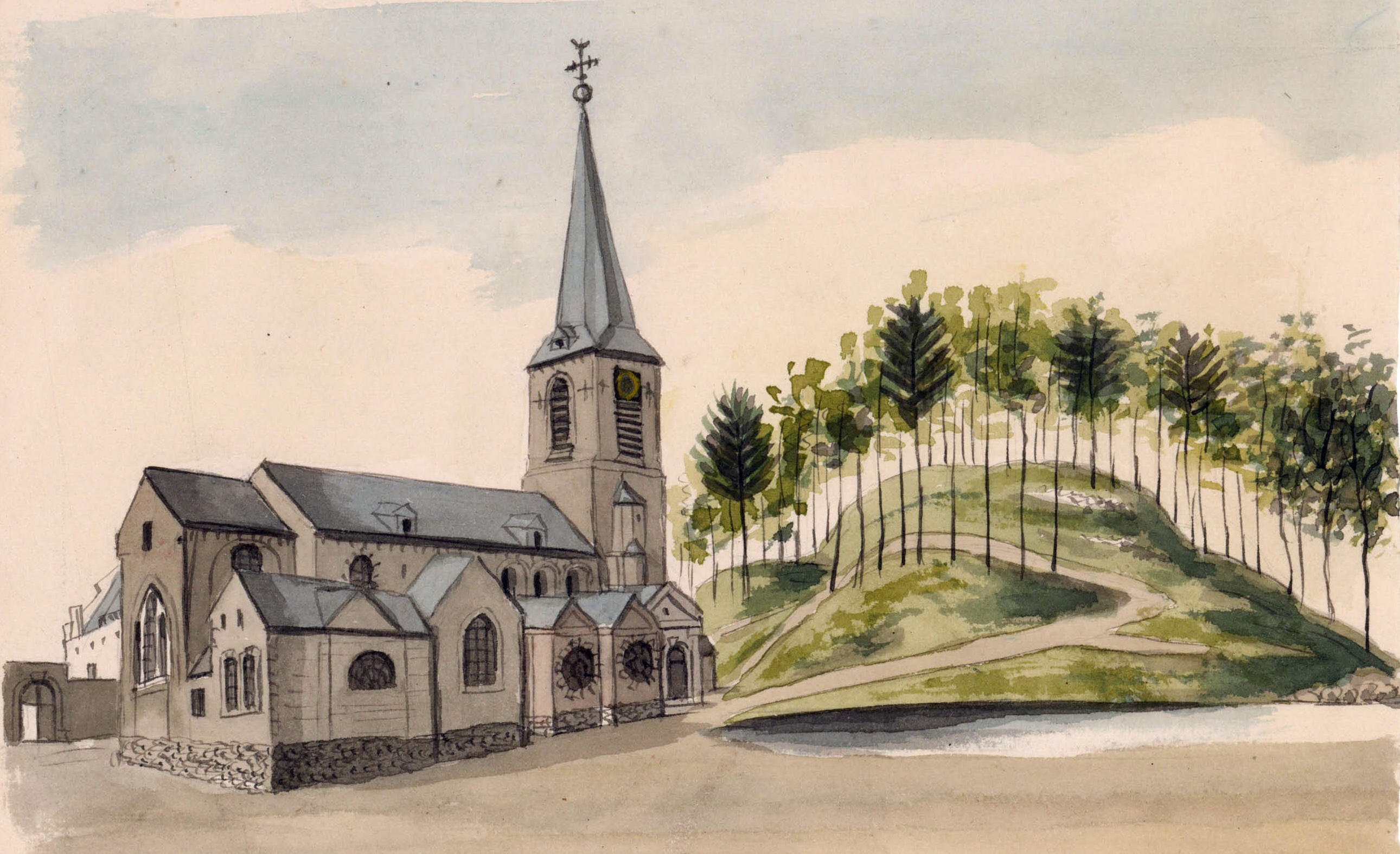
Borgloon: Sint-Odulfuskerk en burchtheuvel op een tekening van Philippe van Gulpen uit ca. 1840

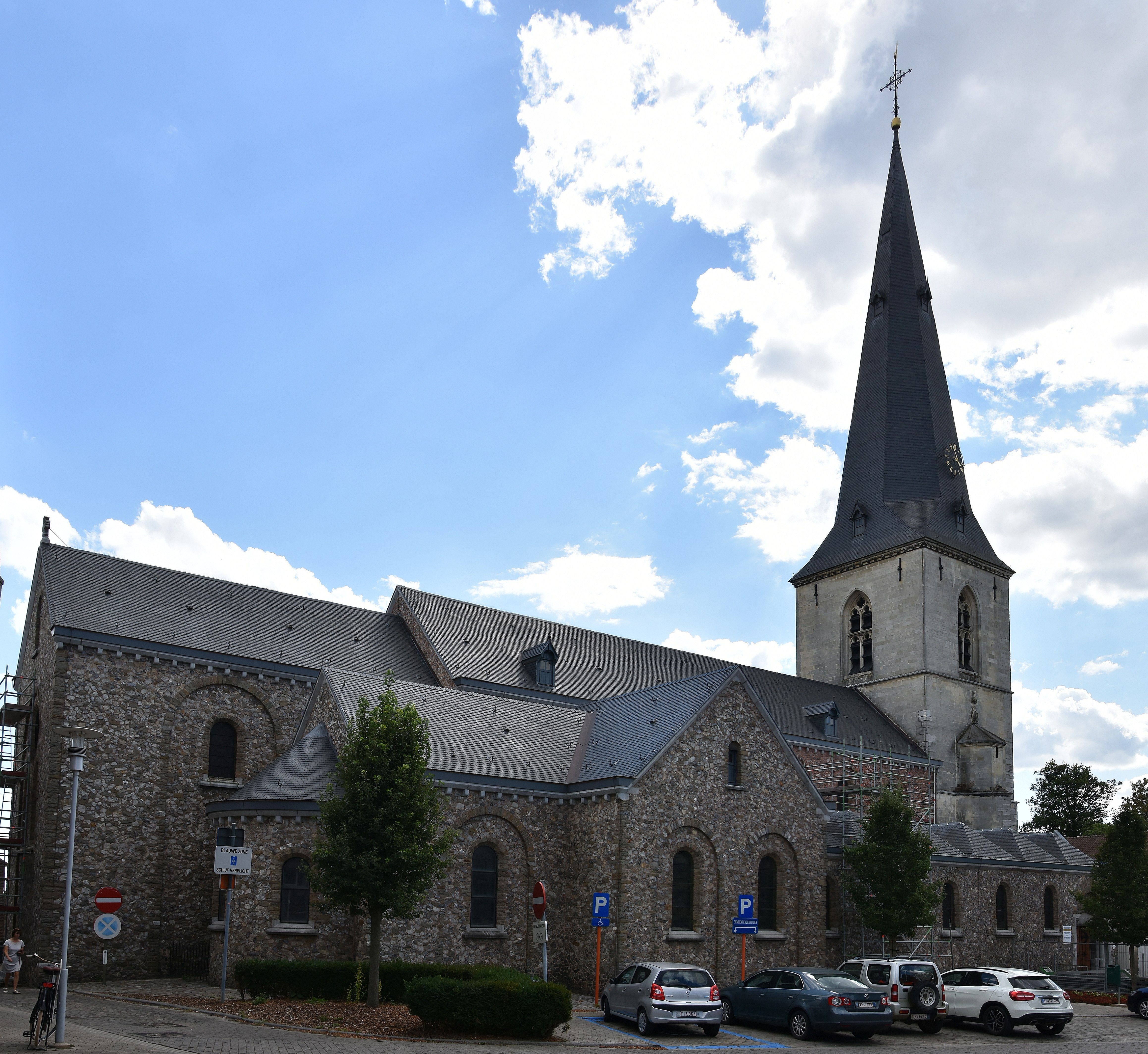
De Sint-Odulfuskerk

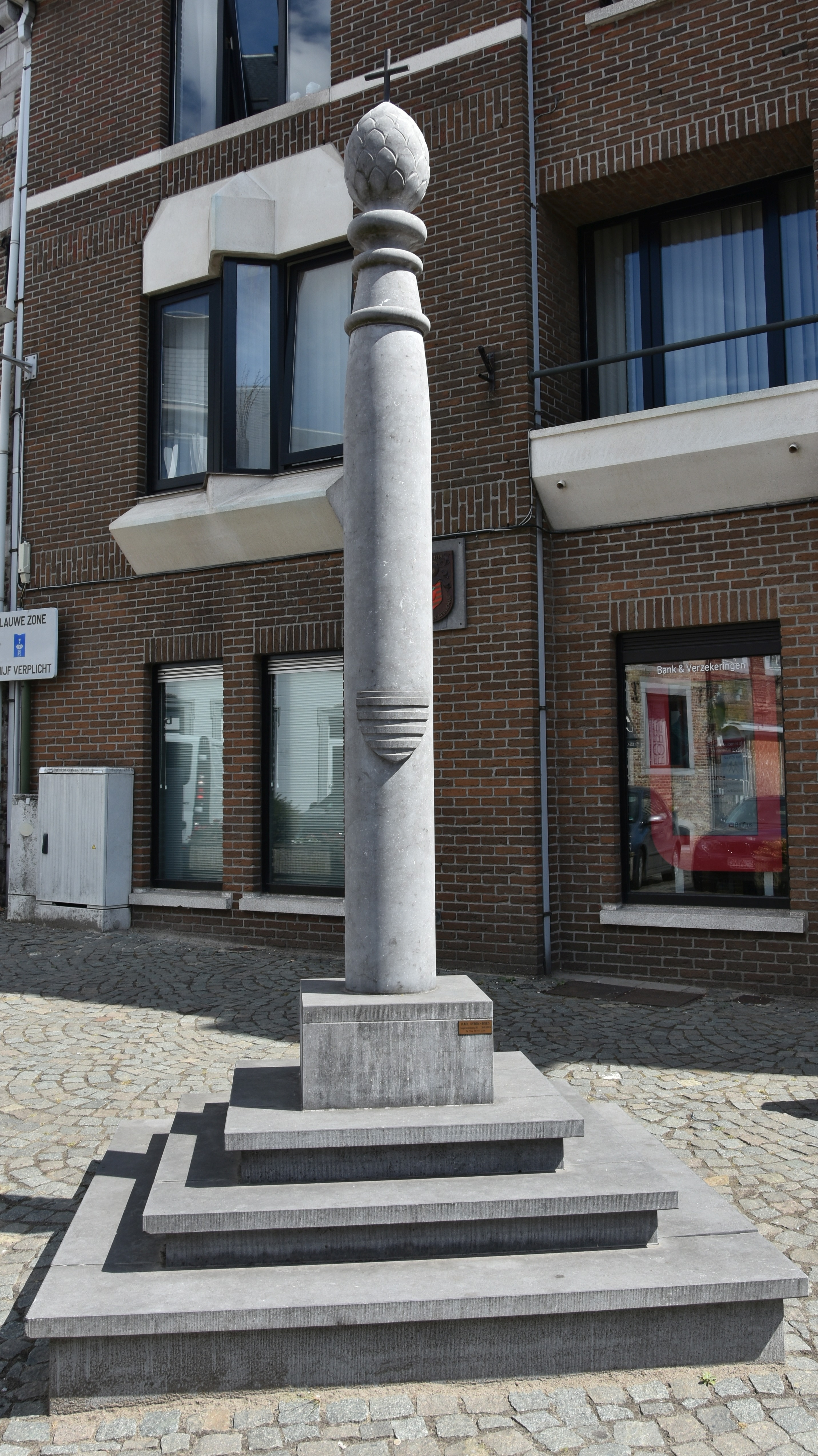
Het perron

De burchtheuvel, deel uitmakend van het Massief van Borgloon, verheft zich 30m boven de omgeving en werd daarom door Graaf Giselbert van Loon uitgekozen om er een burcht te bouwen. Dit geschiedde eind 10e eeuw en daartoe werd nog een kunstmatige heuvel opgeworpen. Aldus werd Borgloon het centrum (caput comitatus) van het Graafschap Loon. Strategisch en economisch was de plek interessant omdat hij langs de weg van het Heilige Roomse Rijk naar Brabant lag. Hij werd dan ook de hoofdstad van hun graafschap.
Vrij vlug ontstond rond de burcht een eerste en rond 1200 een tweede omwalling. Ook werd in de nabijheid van de burcht een kerk gesticht. Loon bezat reeds vóór het jaar 1200 stadsrechten. Toen het Graafschap Loon in 1366 aan het Prinsbisdom Luik werd toegevoegd, werd het een van de Goede Steden van het prinsbisdom Luik. Als symbool werd daartoe een perroen opgericht, een hardstenen zuil met daarop een rijksappel in de vorm van een pijnappel met een kruis. Het huidige perroen is overigens een replica, dat op 10 september 2000 werd ingewijd.
Als bestuurlijk en geestelijk centrum werd Loon echter weldra voorbijgestreefd door het centraler gelegen Hasselt. In 1171 werd de burcht belegerd door Graaf Gillis van Duras, waarbij Lodewijk I van Loon om het leven kwam. Na de verwoesting in 1180 van de burcht door Rudolf van Zähringen, Prins-bisschop van Luik, verbleven de graven van Loon in hun burcht te Kuringen. Ze werden sindsdien begraven in de abdij van Herkenrode. Ook de Edele Leenzaal, het hof van de Graven van Loon, werd naar Kuringen verplaatst, terwijl het muntatelier in Hasselt werd gevestigd. Deze laatste stad werd in de loop van de 13e eeuw ook de hoofdstad van het Graafschap Loon. Hieraan ligt waarschijnlijk mede ten grondslag dat Borgloon de concurrentie met het nabijgelegen Tongeren en Sint-Truiden niet kon bolwerken. De bovengenoemde belegeraars werden overigens bijgestaan door milities uit Sint-Truiden.

### Oorlogshandelingen
Ook in latere eeuwen vonden nog belegeringen en plunderingen plaats, zoals in 1461 en, na de Slag bij Brustem, in 1467 door de pro-Bourgondische troepen van Adolf van Kleef-Ravenstein. In 1482 verwoestten troepen onder leiding van Maximiliaan I van Oostenrijk de stad. In 1491 werd de kerk geplunderd door troepen van Jehannot-le-Bâtard, die streden voor Robert van der Mark in de oorlog tussen het Huis van der Mark en de Prinsbisschoppen Lodewijk van Bourbon en Johan van Horne.
In 1568 en 1577 werd de stad geplunderd door de Staatse troepen van Willem van Oranje. In 1604 en 1606 werd de stad dan weer door Spaanse troepen bezet. In 1629 volgde bezetting door keizerlijke troepen van Johan t'Serclaes van Tilly en in 1636 door Kroatische troepen onder leiding van Jan van Werth.
In 1654 volgde plundering door de troepen van Karel IV van Lotharingen, waarbij negen begijnhofhuizen werden platgebrand. Van 1675-1678 werd de stad bezet door Franse troepen, evenals tijdens de Negenjarige Oorlog in 1691. In 1676 overleden 167 inwoners van Loon aan de gevolgen van de pest.
Tijdens de Spaanse Successieoorlog waren het geallieerde troepen onder leiding van de Hertog van Marlborough die de stad van 1702-1713 bezet hielden, waarna ze weer aan het Prinsbisdom Luik werd overgedragen. Ook de Oostenrijkse Successieoorlog ging niet aan de stad voorbij: Van 1746-1747 waren het Hongaarse en -opnieuw- Franse troepen die de stad belaagden.

### Heksenprocessen
Een tragische episode betreft de vele heksenprocessen die te Borgloon hebben plaatsgevonden. Dit ving aan in 1532, toen Belie Rombaut van Broekom levend werd verbrand op de Markt. In 1541 ondergingen vijf "heksen" hetzelfde lot. In 1551 vond een groot heksenproces plaats, waarbij Margriet Herroes werd gefolterd, doch zij bekende niet. In 1581 was het Anna van Wouteringen die van hekserij werd beschuldigd en in 1591 werden meerdere "heksen" vervolgd. In 1610 werd Elisabeth Engelen verbrand, en kort daarop vond een tweede massavervolging plaats. Opnieuw gebeurde dit in 1660, toen een 70-jarige vrouw onder foltering een aantal personen doorgaf die op hun beurt werden opgepakt. In 1656 was Ida Vreven het slachtoffer. In 1667 nog werd Johanna Machiels, bijgenaamd Tjenne, buiten de stad verbrand. De Tjenneboom en een later geplaatst monument herinneren daar nog aan.

### Nieuwe geschiedenis
Ondanks de geringe grootte, bezat Borgloon vele functies van een stad: Er waren zeven ambachtsgilden, en wel die der smeden, bakkers, brouwers, slachters, wegers, schoenmakers en kremers (handelaars). Ook was er een rederijkerskamer, genaamd De Goutbloeme, en bestonden er twee schuttersgilden.
Ook was er een kapittel, een begijnhof, en een klooster van paters Birgittijnen, dat van 1643-1794 heeft bestaan.

#### Belangrijk bedrijf
Een belangrijk bedrijf, gelegen te Hoepertingen (deelgemeente) is de producent van vruchtendranken Looza. Looza heeft zijn naam niet gestolen, want Borgloon is in het Frans “Looz”.

## Geografie

### Kernen
De fusiegemeente telt naast het stadscentrum nog 12 deelgemeenten. Enkel Hoepertingen telt meer dan 1000 inwoners. De anderen zijn kleine Haspengouwse landbouwdorpjes. In deelgemeente Bommershoven ligt nog het gehucht Haren.

### Deelgemeenten
|    | Naam         | Opp. (km²) | Inwoners (2020) | Inwoners per km² | NIS-code |
| -- | ------------ | ---------- | --------------- | ---------------- | -------- |
| 1  | Borgloon     | 10,35      | 3.879           | 375              | 73009A   |
| 2  | Kuttekoven   | 2,09       | 118             | 56               | 73009B   |
| 3  | Kerniel      | 4,07       | 710             | 175              | 73009C   |
| 4  | Gors-Opleeuw | 5,38       | 400             | 74               | 73009D   |
| 5  | Jesseren     | 3,77       | 774             | 205              | 73009E   |
| 6  | Bommershoven | 6,37       | 851             | 134              | 73009F   |
| 7  | Groot-Loon   | 0,58       | 154             | 266              | 73009G   |
| 8  | Broekom      | 1,84       | 414             | 225              | 73009H   |
| 9  | Hendrieken   | 1,02       | 197             | 194              | 73009J   |
| 10 | Voort        | 2,34       | 195             | 83               | 73009K   |
| 11 | Gotem        | 2,13       | 271             | 127              | 73009L   |
| 12 | Hoepertingen | 8,49       | 2.278           | 268              | 73009M   |
| 13 | Rijkel       | 2,91       | 768             | 264              | 73009N   |

### Nabijgelegen kernen
Wellen

### Hydrografie
Belangrijke waterlopen zijn er in Borgloon niet te vinden. Iets ten noorden van Borgloon ontspringt de Vilsterbeek, die uiteindelijk in de Herk uitmondt.

## Demografie

### Demografische evolutie voor de fusie
- Bron:NIS - Opm:1831 t/m 1970=volkstellingen op 31 december; 1976= inwonertal per 31 december

### Demografische ontwikkeling van de fusiegemeente
Alle historische gegevens hebben betrekking op de huidige gemeente, inclusief deelgemeenten, zoals ontstaan na de fusie van 1 januari 1977.
- Bronnen:NIS, Opm:1831 tot en met 1981=volkstellingen; 1990 en later= inwonertal op 1 januari

| Inwoners van jaar tot jaar op 1 januari 1992 tot heden | Inwoners van jaar tot jaar op 1 januari 1992 tot heden | Inwoners van jaar tot jaar op 1 januari 1992 tot heden |
| jaar                                                   | Aantal                                                 | Evolutie: 1992=index 100                               |
| ------------------------------------------------------ | ------------------------------------------------------ | ------------------------------------------------------ |
| 1992                                                   | 10.057                                                 | 100,0                                                  |
| 1993                                                   | 9.965                                                  | 99,1                                                   |
| 1994                                                   | 9.948                                                  | 98,9                                                   |
| 1995                                                   | 9.953                                                  | 99,0                                                   |
| 1996                                                   | 9.949                                                  | 98,9                                                   |
| 1997                                                   | 10.005                                                 | 99,5                                                   |
| 1998                                                   | 10.027                                                 | 99,7                                                   |
| 1999                                                   | 10.078                                                 | 100,2                                                  |
| 2000                                                   | 10.116                                                 | 100,6                                                  |
| 2001                                                   | 10.045                                                 | 99,9                                                   |
| 2002                                                   | 10.056                                                 | 100,0                                                  |
| 2003                                                   | 10.023                                                 | 99,7                                                   |
| 2004                                                   | 10.015                                                 | 99,6                                                   |
| 2005                                                   | 10.045                                                 | 99,9                                                   |
| 2006                                                   | 10.152                                                 | 100,9                                                  |
| 2007                                                   | 10.206                                                 | 101,5                                                  |
| 2008                                                   | 10.332                                                 | 102,7                                                  |
| 2009                                                   | 10.337                                                 | 102,8                                                  |
| 2010                                                   | 10.330                                                 | 102,7                                                  |
| 2011                                                   | 10.450                                                 | 103,9                                                  |
| 2012                                                   | 10.495                                                 | 104,4                                                  |
| 2013                                                   | 10.562                                                 | 105,0                                                  |
| 2014                                                   | 10.561                                                 | 105,0                                                  |
| 2015                                                   | 10.588                                                 | 105,3                                                  |
| 2016                                                   | 10.579                                                 | 105,2                                                  |
| 2017                                                   | 10.668                                                 | 106,1                                                  |
| 2018                                                   | 10.697                                                 | 106,4                                                  |
| 2019                                                   | 10.906                                                 | 108,4                                                  |
| 2020                                                   | 11.010                                                 | 109,5                                                  |
| 2021                                                   | 11.123                                                 | 110,6                                                  |
| 2022                                                   | 11.272                                                 | 112,1                                                  |
| 2023                                                   | 11.455                                                 | 113,9                                                  |
| 2024                                                   | 11.580                                                 | 115,1                                                  |

## Politiek

### Structuur
De gemeente Borgloon ligt in het kieskanton Borgloon en het provinciedistrict Sint-Truiden, het kiesarrondissement Hasselt-Tongeren-Maaseik (identiek aan de kieskring Limburg).
| Borgloon         | Borgloon         | Supranationaal         | Nationaal                         | Nationaal          | Gemeenschap       | Gewest            | Provincie         | Arrondissement           | Provinciedistrict | Kanton          | Gemeente        |
| ---------------- | ---------------- | ---------------------- | --------------------------------- | ------------------ | ----------------- | ----------------- | ----------------- | ------------------------ | ----------------- | --------------- | --------------- |
| Administratief   | Niveau           | Europese Unie          | België                            | België             | Vlaanderen        | Vlaanderen        | Limburg           | Hasselt                  | Hasselt           | Hasselt         | Borgloon        |
| Administratief   | Bestuur          | Europese Commissie     | Belgische regering                | Belgische regering | Vlaamse regering  | Vlaamse regering  | Deputatie         | Deputatie                | Deputatie         | Deputatie       | Gemeentebestuur |
| Administratief   | Raad             | Europees Parlement     | Kamer van volksvertegenwoordigers | Vlaams Parlement   | Vlaams Parlement  | Vlaams Parlement  | Provincieraad     | Provincieraad            | Provincieraad     | Provincieraad   | Gemeenteraad    |
| Kiesomschrijving | Kiesomschrijving | Nederlands Kiescollege | Kieskring Limburg                 | Kieskring Limburg  | Kieskring Limburg | Kieskring Limburg | Kieskring Limburg | Hasselt-Tongeren-Maaseik | Sint-Truiden      | Borgloon        | Borgloon        |
| Verkiezing       | Verkiezing       | Europese               | Federale                          | Federale           | Vlaamse           | Vlaamse           | Provincieraads-   | Provincieraads-          | Provincieraads-   | Provincieraads- | Gemeenteraads-  |

### (Voormalige) Burgemeesters
| Tijdspanne | Tijdspanne  | Burgemeester             |
| ---------- | ----------- | ------------------------ |
|            | 1977 - 1985 | Jean-Marie Martin (CVP)  |
|            | 1986 - 1988 | Clement Wijnants (CVP)   |
|            | 1989 - 1994 | Leo Wathion (PVV / VLD)  |
|            | 1995        | Freddy Feytons (VLD)     |
|            | 1995 - 1996 | Marc Roosen (VLD)        |
|            | 1997 - 2000 | Christian Colla (VLD)    |
|            | 2001 - 2012 | Eric Awouters (Open Vld) |
|            | 2013 - 2018 | Danny Deneuker (sp.a)    |
|            | 2019 - 2021 | Eric Awouters (Open Vld) |
|            | 2022 - 2024 | Jo Feytons (Open Vld)    |

### Geschiedenis

#### Legislatuur 1989 - 1994
Burgemeester was Leo Wathion (PVV). Hij leidde een coalitie van VCD en PVV. Schepen was onder meer Justin Ory (VCD).

#### Legislatuur 1995 - 2000
De VCD werd omgevormd tot DOEN.

#### Legislatuur 2013 - 2018
Burgemeester was Danny Deneuker (sp.a). Hij leidde een coalitie bestaande uit sp.a, CD&V en N-VA. Samen vormden ze de meerderheid met 14 op 21 zetels. Eind 2014 werd de stekker uit de bestuursmeerderheid getrokken nadat verschillende leden van coalitiepartners CD&V en N-VA, alsook gemeenteraadsvoorzitter Frederic Debuyst (sp.a), systematisch met de oppositie bleken mee te stemmen. Daaropvolgend werd de structurele onbestuurbaarheid van de gemeente gestemd. In augustus 2014 trad de nieuwe meerderheid van sp.a en Open VLD-Stroop aan. Eric Awouters, Jeroen Bellings en Jos Feytons (allen Open VLD-STROOP) traden toe tot het schepencollege, ze namen de zitjes van respectievelijk Wim Lambrechts (N-VA), Marilou Vanmuysen (CD&V) en Patrick Carnotensis (CD&V) in.

#### Legislatuur 2019 - 2024
Na de verkiezingen van oktober 2018 vormden Open VLD-Stroop en sp.a een coalitie die beschikte over een meerderheid van 17 op 21 zetels. Eric Awouters (Open VLD-Stroop) werd burgemeester en werd in januari 2022 opgevolgd door zijn partijgenoot Jo Feytons.

### Resultaten gemeenteraadsverkiezingen van 1976 tot en met 2018
| Partij of kartel     | Partij of kartel                           | 10-10-1976 | 10-10-1976 | 10-10-1982 | 10-10-1982 | 9-10-1988 | 9-10-1988 | 9-10-1994 | 9-10-1994 | 8-10-2000 | 8-10-2000 | 8-10-2006 | 8-10-2006 | 14-10-2012 | 14-10-2012 | 14-10-2018 | 14-10-2018 |
| Stemmen / Zetels     | Stemmen / Zetels                           | %          | 21         | %          | 21         | %         | 21        | %         | (*)       | %         | 21        | %         | 21        | %          | 21         | %          | 21         |
| -------------------- | ------------------------------------------ | ---------- | ---------- | ---------- | ---------- | --------- | --------- | --------- | --------- | --------- | --------- | --------- | --------- | ---------- | ---------- | ---------- | ---------- |
|                      | PVV1/ VLD2/ Open Vld-StroopB               | 22,321     | 5          | 31,031     | 7          | 33,751    | 8         | 47,231    | 10        | 40,262    | 10        | 35,222    | 8         | 32,36B     | 7**        | 37,9B      | 9          |
|                      | VCD1/ D.O.E.N.2/ STROOP3/ Open Vld-StroopB | 20,941     | 4          | 17,321     | 3          | 17,411    | 3         | 28,032    | 6         | 11,582    | 2         | 8,553     | 1         | 32,36B     | 7**        | 37,9B      | 9          |
|                      | SP1/ sp.a2                                 | 25,831     | 5          | 23,391     | 5          | 22,091    | 4         | 24,751    | 5         | 23,911    | 6         | 29,242    | 7         | 33,402     | 8          | 32,12      | 8          |
|                      | CVP1/ CD&V+N-VAA/ CD&V2                    | 30,911     | 7          | 28,261     | 6          | 26,751    | 6         | -         |           | 16,661    | 3         | 17,90A    | 4         | 17,672     | 3*         | 11,12      | 2          |
|                      | CD&V+N-VAA/ N-VA1                          | -          |            | -          |            | -         |           | -         |           | -         |           | 17,90A    | 4         | 16,571     | 3*         | 12,41      | 2          |
|                      | Vlaams Blok1/ Vlaams Belang2               | -          |            | -          |            | -         |           | -         |           | 4,391     | 0         | 9,092     | 1         | -          |            | 6,52       | 0          |
|                      | Agalev                                     | -          |            | -          |            | -         |           | -         |           | 3,2       | 0         | -         |           | -          |            | -          |            |
| Totaal stemmen       | Totaal stemmen                             | 7211       | 7211       | 7386       | 7386       | 7722      | 7722      | 7720      | 7720      | 7889      | 7889      | 7766      | 7766      | 7725       | 7725       | 8206       | 8206       |
| Opkomst %            | Opkomst %                                  |            |            |            |            | 98,28     | 98,28     | 96,6      | 96,6      | 96,3      | 96,3      | 97,46     | 97,46     | 95,52      | 95,52      | 95,6       | 95,6       |
| Blanco en ongeldig % | Blanco en ongeldig %                       | 1,44       | 1,44       | 2,69       | 2,69       | 2,5       | 2,5       | 4,52      | 4,52      | 3,6       | 3,6       | 3,2       | 3,2       | 4,5        | 4,5        | 4,1        | 4,1        |

De zetels van de gevormde coalitie staan vetjes afgedrukt. De grootste partij is in kleur.

Voor de verkiezingsresultaten van 2024 en later zie de gemeente Tongeren-Borgloon.

## Bezienswaardigheden

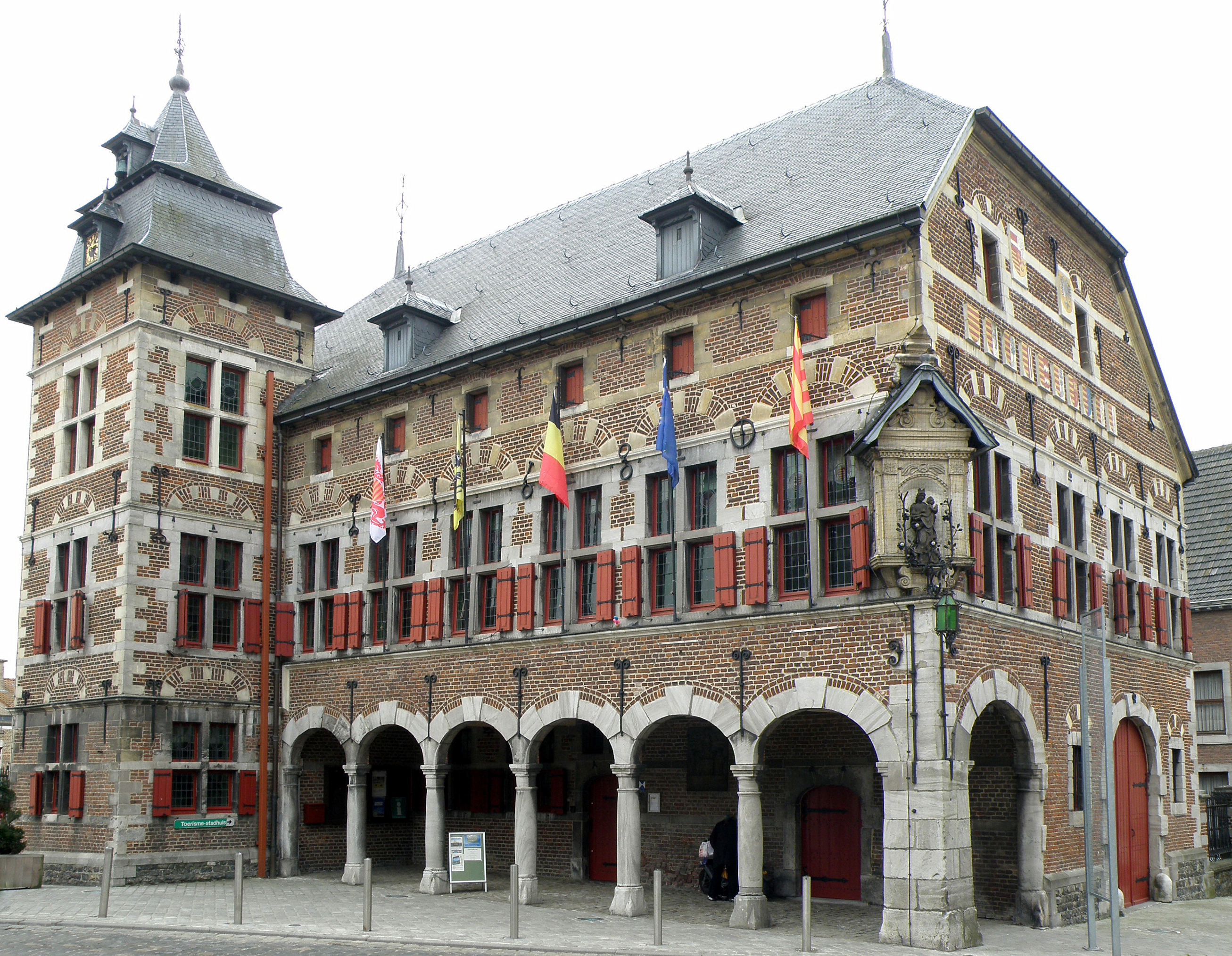
Het stadhuis, ook Grevenhuis genoemd (huis van de graven)

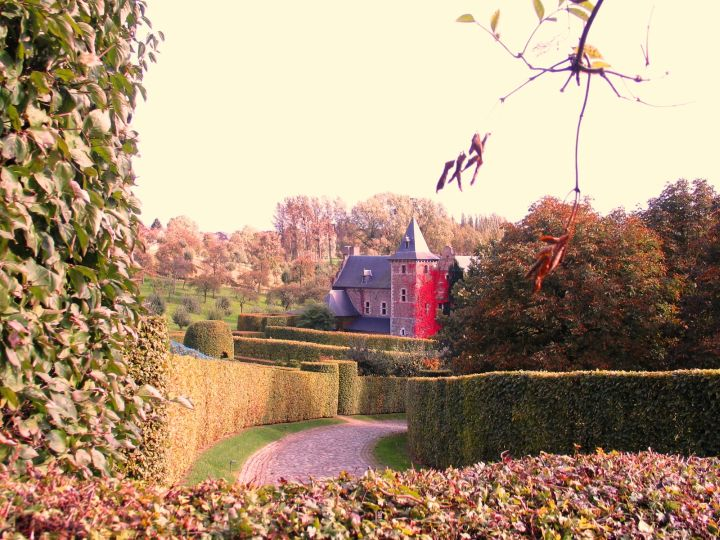
De omgeving vanaf de voet van de burchtheuvel (14 okt 2004)

Het stadje bleef klein, maar het historische karakter ervan bleef goeddeels bewaard. Getuigen hiervan zijn het middeleeuws stratenpatroon, de markt en de radiale smalle steegjes. Burchtheuvel, stadhuis, Kanunnikenhuis en kerk getuigen van haar periode van bloei. Ook zijn er nog veel historische huizen te vinden.
- Het stadhuis uit 1680
- De romaans-gotische Sint-Odulfuskerk, een kruisbasiliek met vijf beuken. In deze kerk legden de graven van Loon, en na 1366 de prins-bisschoppen van Luik de eed af bij hun troonsbestijging
- De burchtheuvel van de burcht van Loon
- De Grote Mot, een landgoed met tuinen en een landhuis met een kern uit de 17e eeuw
- De hospitaal- en begijnhofkapel in romaanse en gotische stijl, met daarnaast een neogotische kapel uit 1910 met het Belevingscentrum GRAAF dat in 2024 zijn deuren opende.
- De Graaf, overblijfsel van de stadsomwalling
- De Kanunnikenhuizen aan Speelhof, uit de 17e eeuw
- Het voormalig Birgittijnenklooster uit de 17e eeuw
- De stoomstroopfabrieken, waarvan er één te bezichtigen is
- Kapel Schaberg aan de Tongersesteenweg
- Kapel van Onze-Lieve-Heer van de Kouden Steen en Onze-Lieve-Vrouw van Zeven Weeën, aan de Kortestraat.
- Reading between the lines, een kunstwerk van Gijs Van Vaerenbergh, bevindt zich op het platteland, ten zuiden van het stadje

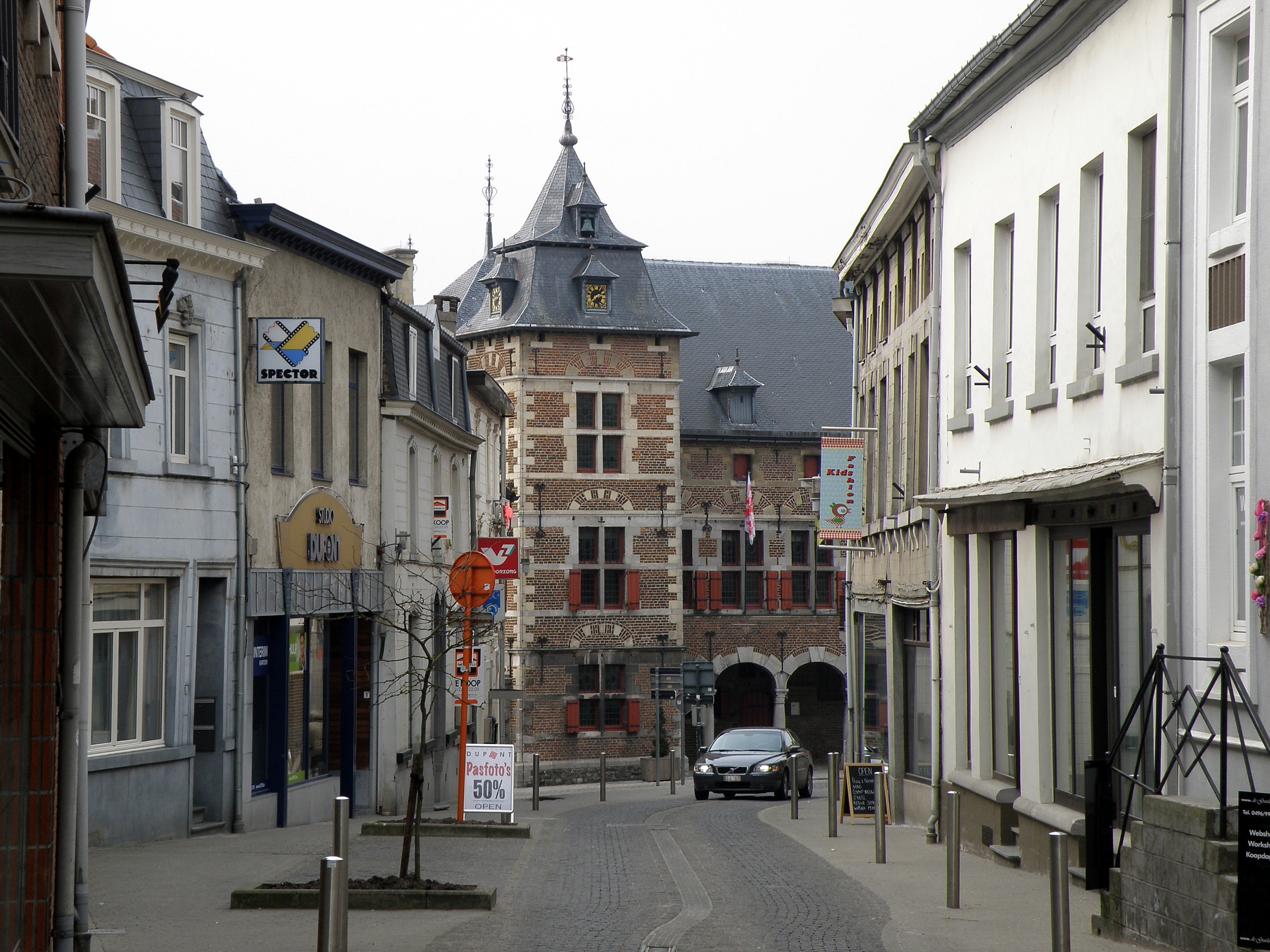
Papenstraat met stadhuis
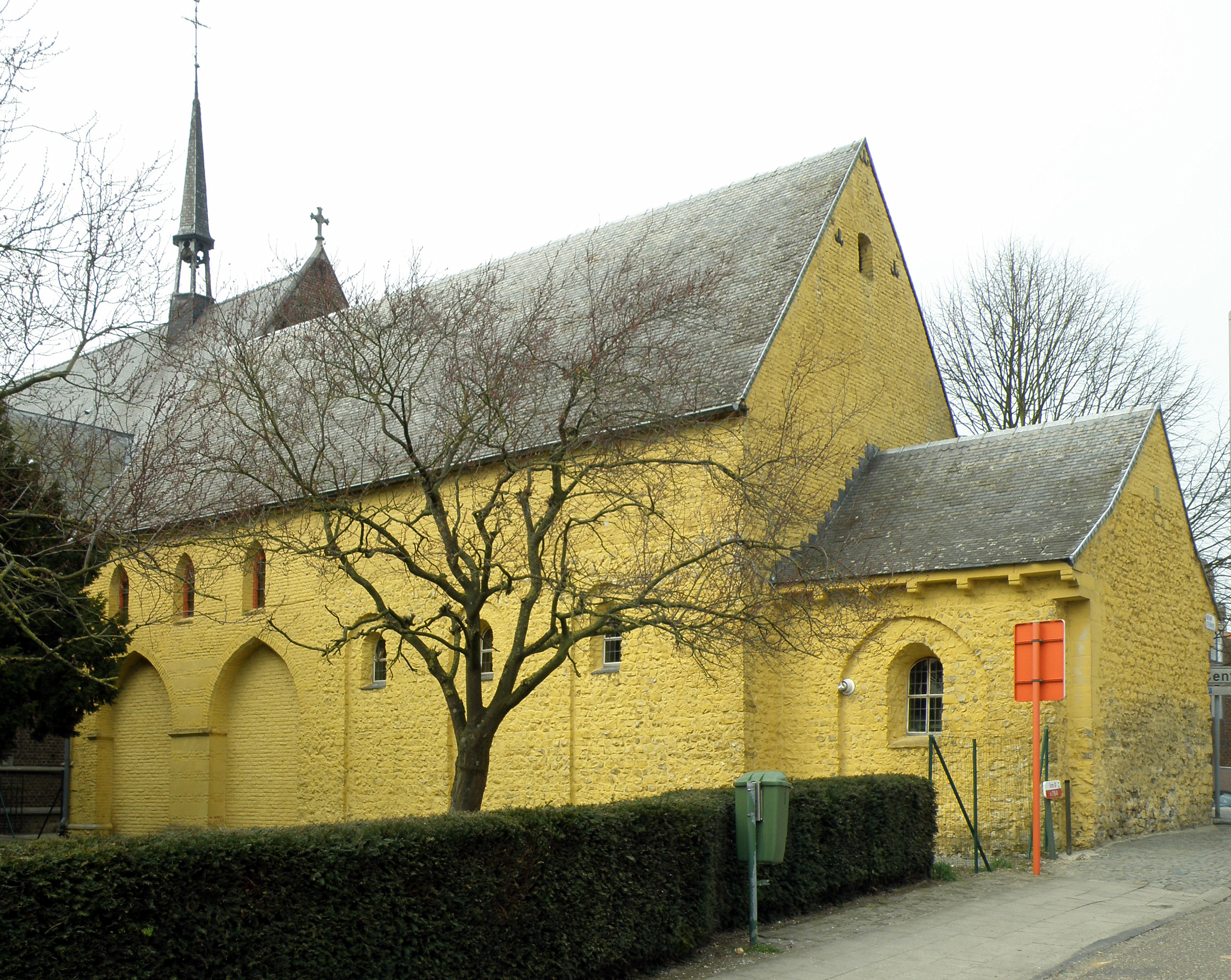
Begijnhofkapel
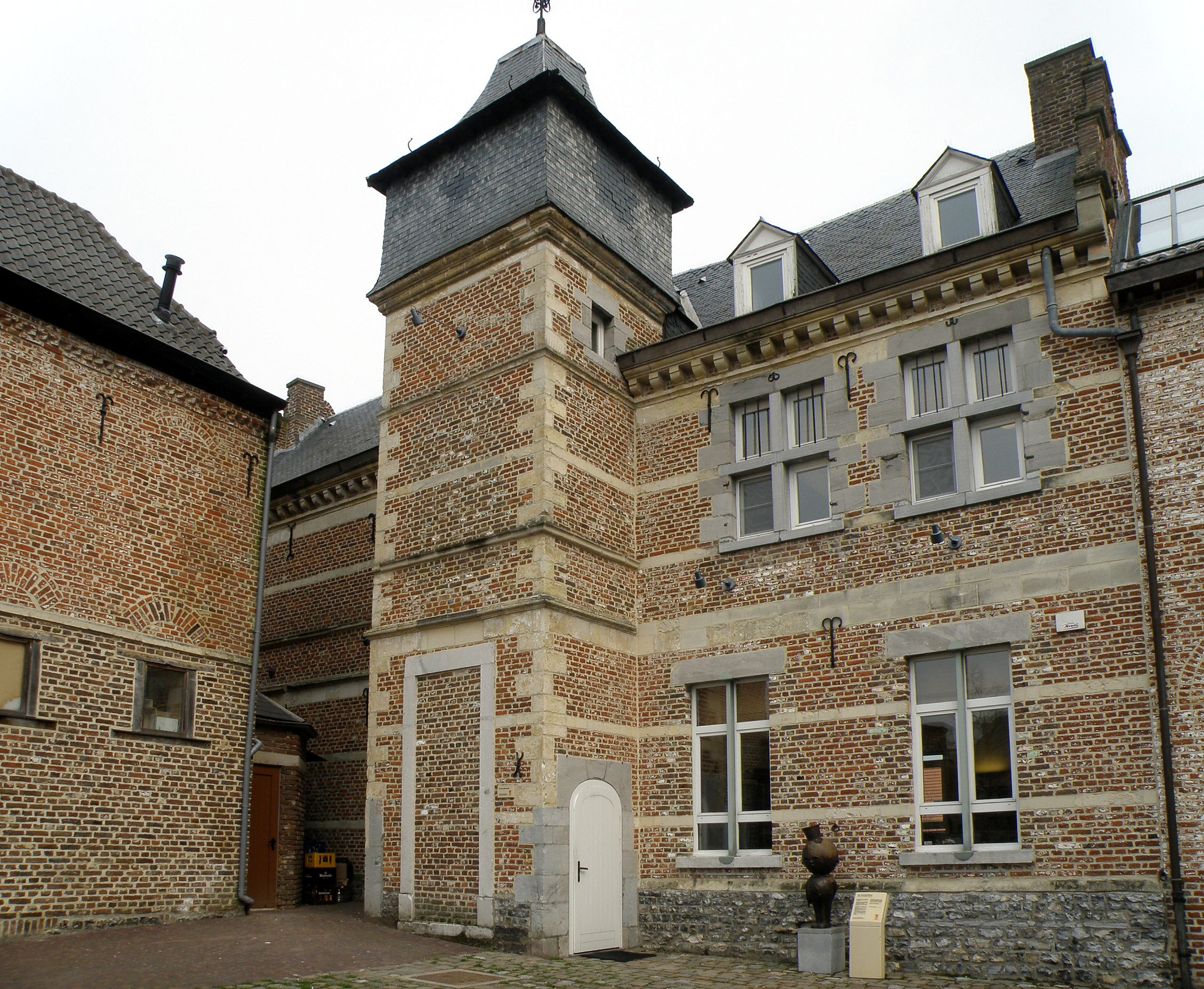
Kanunnikenhuis
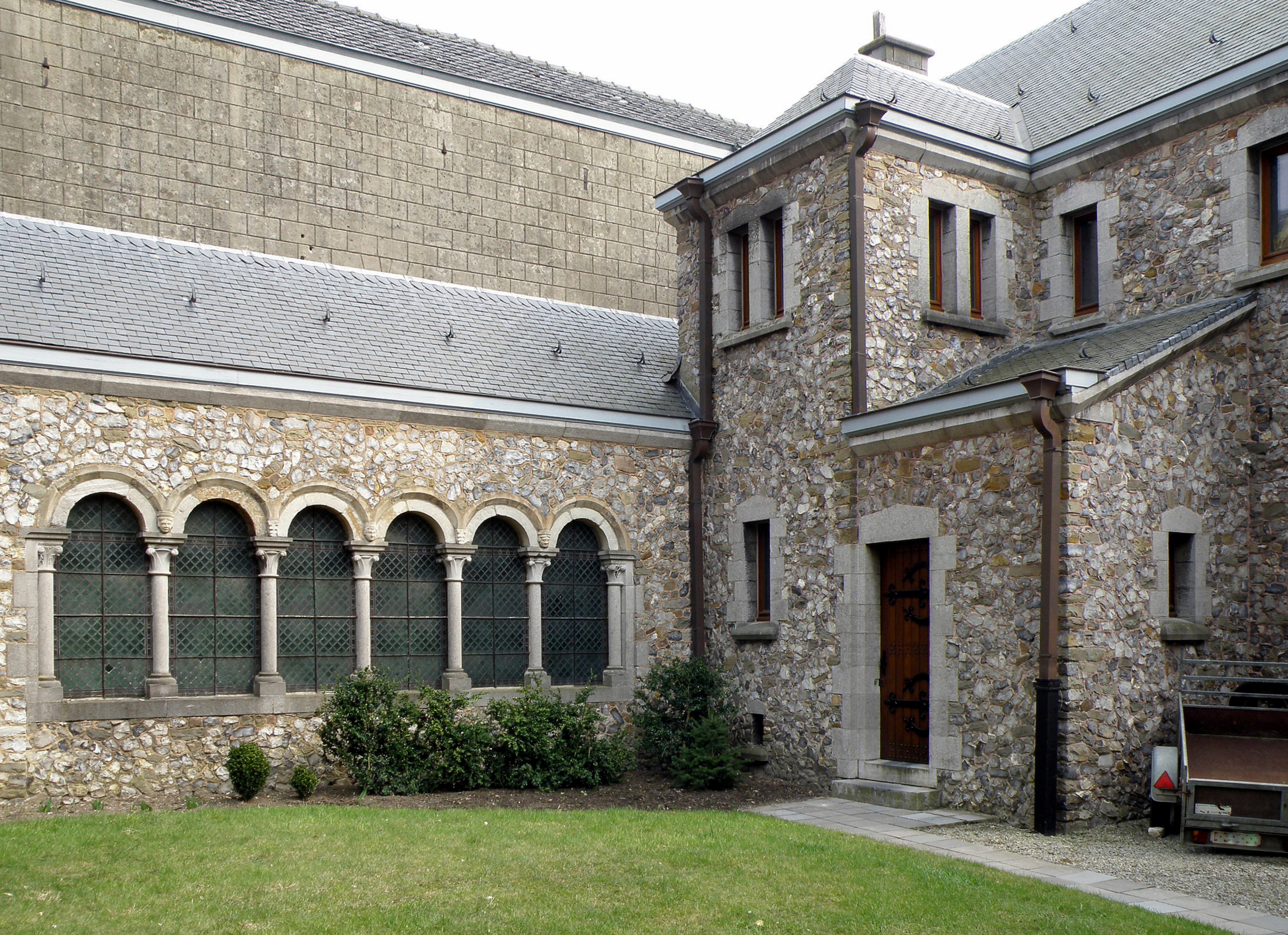
Kloostergang van de Sint-Odulfuskerk

## Natuur en landschap
Borgloon ligt op het Massief van Borgloon, dat tot 131 meter hoogte gaat en zich tot ongeveer 30 meter boven de Haspengouwse schiervlakte verheft. Door erosie zijn er ook insnijdingen gevormd. Het laagste punt van dit heuvelachtige landschap ligt op ongeveer 65 meter. Ten noorden daarvan ligt de steilrand van Borgloon. Deze vormt min of meer de grens tussen droog- en vochtig-Haspengouw en ook tussen Laag-België en Midden-België. Hier gaat de hoogte naar het noorden toe abrupt omlaag tot een hoogte van ongeveer 60 meter.
De omgeving van Borgloon wordt vooral door fruitteelt gekenmerkt. Ten zuiden van de plaats Borgloon, op een naar het zuiden gerichte helling, wordt op bescheiden schaal de wijnbouw beoefend.
Borgloon is een knooppunt van gemarkeerde wandelroutes. De GR564, van Lommel naar Hoei, wordt te Borgloon gekruist door de GR128 die van Maastricht naar Belle loopt.
Ook zijn er rondwandelingen uitgezet.

## Mobiliteit
Van 1819-1820 werd de steenweg tussen Sint-Truiden en Maastricht aangelegd, die dwars door de stad liep. Rond 1960 werd de weg om het stadje heen geleid. In 1842 werden een aantal uitvalswegen geplaveid en in 1879 volgde de spoorlijn van Sint-Truiden naar Tongeren en kreeg Borgloon een station. Dit werd in 1957 voor personenvervoer, en in 1968 ook voor goederenvervoer gesloten, waarna de spoorlijn werd opgebroken.

## Economie
Reeds in 1340 werd melding gemaakt van wijnbouw op de helling ten zuiden van de kerk, en sinds 1963 wordt er daar opnieuw de wijnbouw beoefend.
De reeds belangrijke fruitteelt heeft door de aanleg van de spoorlijn een stimulans gekregen. Daarbij werd ook de verwerking van appels en peren tot stroop een belangrijke activiteit, evenals de aanwezigheid van een fruitveiling. Van 1879-1988 was hier een stoomstroopfabriek. Ook in de eerste helft van de 20e eeuw nam het areaal aan boomgaarden nog toe. Vanaf 1970 werden veel hoogstamboomgaarden door laagstamboomgaarden vervangen, hoewel een aantal hoogstamboomgaarden bleven bestaan en oude fruitrassen in stand werden gehouden.

## Bekende inwoners
Bekende personen die geboren of woonachtig zijn of waren in Borgloon of een andere significante band met de gemeente hebben:
- Ivo Belet, journalist en politicus
- Flor Berckenbosch (1926-2005), priester en BRT-radio-presentator
- Jos Bex (3 februari 1946), politicus
- Camille de Borman (2 april 1837 - 1922), historicus en politicus
- Henry Du Mont (1610 - 1684), componist, kapelmeester van Lodewijk XIV
- Jaspar Laet (XVe eeuw), astronoom
- Karel Lismont (8 maart 1949), atleet
- Germaine Orij (11 augustus 1919 - 1985), politicus
- Yves Petry (1967), schrijver, ereburger sinds 2012
- Rik Schoofs (6 november 1950), atleet
- Bart Stouten (1956) dichter en radioproducent-presentator
- Joris Vandenbroucke (7 december 1976), politicus
- Jan van Heestert (1e helft 15e eeuw), schrijver van Latijnse gedichten